# Wangauer Ache
Die Wangauer Ache ist ein rund 12 km langer Zufluss des Mondsees in Oberösterreich.
Sie entspringt auf rund 1000 m im Kulmgraben nördlich der Kulmspitze in der Flyschzone in einem Waldgebiet. Anfangs verläuft sie Richtung Norden und verliert dabei rasch an Höhe. Nördlich von Oberwang wendet sie sich um 180° und fließt in einem breiten Tal nach Süden, ab Innerschwand am Mondsee Richtung Südwesten bis Westen. Bei Loibichl mündet sie nach knapp 12 km in den Mondsee, wo sie einen kleinen Schwemmkegel aufgeschüttet hat. Die Mündung ist nur 3 km Luftlinie von der Quelle entfernt.
Das Tal, durch das die Wangauer Ache nach Süden fließt, setzt sich jenseits einer durch eine Moräne gebildeten Talwasserscheide nach Norden fort. In diesem Abschnitt wird es vom Ruezingbach, einem Quellbach der Dürren Ager Richtung Norden durchflossen.
Im Siedlungs- und Brückenbereich ist die Wangauer Ache meist begradigt und befestigt. An manchen Stellen, insbesondere südlich von Oberwang, haben sich naturnahe Mäanderstrecken, Feuchtwiesen und Reste des Auwaldes mit Buche, Esche und Bergahorn erhalten. Der Unterlauf der Wangauer Ache ab Loibichl ist reguliert und hart verbaut. Dort wird das Fließgewässerkontinuum auch durch zahlreiche Querbauwerke unterbrochen. Bei Loibichl wird das Wasser durch ein Ausleitungskraftwerk energetisch genutzt. Ein 50 m breiter Streifen an beiden Ufern ist als Uferschutzzone ausgewiesen, in der jeder Eingriff in das Landschaftsbild und in den Naturhaushalt verboten ist.
Der Unterlauf der Ache dient Fischen aus dem Mondsee, insbesondere der Seelaube (Alburnus mento), als Laichgebiet. Des Weiteren findet sich wie im Mondsee ein großer Bestand des eingeschleppten Signalkrebses.